# Тясмин (поїзд)
«Тя́смин» — колишній фірмовий пасажирський поїзд Одеської залізниці 2-го класу категорії «нічний швидкий» № 95/96 сполученням Черкаси — Львів. Протяжність маршруту складала — 770 км. На даний поїзд була можливість придбати електронні проїзні документи. .

## Історія
29 квітня 2014 року були призначені додаткові рейси поїзду на травневі свята. 
До 31 серпня 2015 року поїзд курсував під № 397/398. З 1 вересня 2015 року поїзду надано категорію «нічний швидкий» зі зміною нумерації на № 95/96. До 2015 року в складі поїзда курсували вагони безпересадкового сполучення: 
- Гайворон — Львів;
- Кременчук — Львів (з поїздом № 577/578);
- Кривий Ріг — Львів (з поїздом № 541/542)[3].

Навесні 2016 року, через ремонт колії на дільниці Гречани — Жмеринка, поїзд курсував зміненим маршрутом через станції Козятин I та Вінниця, зі зміною графіку руху, в результаті чого до Львова поїзд прибував о 13:40, а до Черкас — о 08:39.
З 18 березня 2020 по 30 червня 2021 року, через карантинні обмеження щодо запобігання поширення коронавірусної хвороби в Україні, поїзд був тимчасово скасований.
З 1 липня 2021 року відновлено рух поїзда з періодичністю курсування через день.
З нового графіку на 2021/2022 роки курсування поїзда скасовано.

## Інформація про курсування
Поїзд «Тясмин» курсував цілий рік, в літній період через день, в осінньо-зимовий період по числах місяця (1 раз на 4 дні). На маршруті руху поїзд здійснював зупинки на 21 проміжних станціях. З 1 липня 2021 року був відкорегований розклад руху поїзда, замість прибуття на станцію Черкаси о 04:06, поїзд прибувавав вже у зручний час — о 06:35.
| Розклад руху поїзда «Тясмин» № 95/96 (з 1 липня 2021 року) | Розклад руху поїзда «Тясмин» № 95/96 (з 1 липня 2021 року) | Розклад руху поїзда «Тясмин» № 95/96 (з 1 липня 2021 року) | Розклад руху поїзда «Тясмин» № 95/96 (з 1 липня 2021 року) | Розклад руху поїзда «Тясмин» № 95/96 (з 1 липня 2021 року) |
| Час прибуття                                               | Час відправлення                                           | Станції                                                    | Час прибуття                                               | Час відправлення                                           |
| ---------------------------------------------------------- | ---------------------------------------------------------- | ---------------------------------------------------------- | ---------------------------------------------------------- | ---------------------------------------------------------- |
| —                                                          | 19:46                                                      | Черкаси                                                    | 06:35                                                      | —                                                          |
| 10:37                                                      | —                                                          | Львів                                                      | —                                                          | 14:30                                                      |

Актуальний розклад руху вказано в розділі «Розклад руху призначених поїздів» на офіційному вебсайті «Укрзалізниці».

## Загальні характеристики
Поїзд курсував одним складом з 16 вагонів різного класу комфортності формуваням ПКВЧ-4 станції Імені Тараса Шевченка Одеської залізниці:
- - 4 купейних вагонів (№ 1—4)
  - 12 плацкартних вагонів (№ 5—16).
- Нумерація вагонів при відправленні з Черкас та Львова була з хвоста поїзда[10].
- Станція зміни напрямку руху — Імені Тараса Шевченка[10].
- Станції зміни номера поїзда: Вапнярка, Жмеринка[10].
- Максимально допустима довжина поїзда по ділянках проходження: по ділянках Одеської залізниці не більше 20 вагонів, Південно-Західної — не більше 18 вагонів[10].
- Максимальна схема поїзда: 17 вагонів[10].
- Станції зміни локомотивів та бригад: від станції Львів до станції Жмеринка в обидва напрямки електровозами депо «Львів-Захід» Львівської залізниці; від станції Жмеринка до станції Вапнярка в обидва напрямки докомотивами депо «Подільськ» Одеської залізниці; від станції Вапнярка до станції Христинівка в обидва напрямки та від станції Христинівка до станції імені Тараса Шевченка в обидва напрямки тепловозами депо Христинівка Одеської залізниці; від станції Імені Тараса Шевченка до станції Черкаси тепловозами депо імені Тараса Шевченка Одеської залізниці[10].
- Станції постачання поїзда водою: Черкаси, Імені Тараса Шевченка, Львів[10].
- Станції постачання поїзда паливом: Черкаси, Імені Тараса Шевченка[10].
- Станції збору сміття: Черкаси, Львів[10].

Періодично з поїздом курсував вагон СТ за маршрутом Одеса — Хмельницький, який приєднувавс на станції Черкаси від поїзда Одеса — Черкаси.